# André Maginot
André Maginot, född 17 februari 1877 i Paris, död 7 januari 1932 i Paris, var en fransk politiker.
Maginot var auditör i Conseil d'État och direktör för inrikesfrågor i Algeriet. Han blev deputerad 1910 och var understatssekreterare för lantförsvaret december 1913 - juni 1914. Därefter deltog Maginot som sergeant i första världskriget och blev svårt sårad. Efter fredsslutet var han i många år ordförande för krigsveteranernas nationalförening och fick härigenom stor popularitet och politiskt inflytande. 1917 var han kolonialminister och 1921 pensionsminister. Maginot var även krigsminister i olika omgångar 1922–1924, 1926–1929, 1930 och 1931. Han bidrog verksamt till den franska arméorganisationen efter kriget samt utbyggandet av den östra försvarsgränsen.
Maginot gav sitt namn till den befästningslinje, kallad Maginotlinjen, som konstruerades vid Frankrikes gränser mot Tyskland och Italien åren 1928–1936.